# Adões
Adões (na grafia arcaica Adoens) é uma aldeia portuguesa da freguesia de Barcouço, no distrito de Aveiro.
Era, em 1747, uma aldeia da freguesia de Nossa Senhora do Ó de Barcouço, termo da vila de Ançã, Arcediago de Vouga, Bispado e Comarca da cidade de Coimbra, Província da Beira. Havia aqui uma ermida de Nossa Senhora da Nazaré, de pessoa particular.